# Berislav Klobučar
Berislav Klobučar (ur. 28 sierpnia 1924 w Zagrzebiu, zm. 13 czerwca 2014 w Wiedniu) – chorwacki dyrygent.

## Życiorys
Ukończył Akademię Muzyczną w Zagrzebiu, następnie uczył się dyrygentury u Lovro von Matačicia i Clemensa Kraussa w Salzburgu. W 1941 roku debiutował jako dyrygent w teatrze narodowym w Zagrzebiu. Od 1953 roku współpracował z Operą Wiedeńską. W latach 1961–1972 dyrygował orkiestrą filharmoniczną i operą w Grazu. Od 1972 do 1981 roku dyrygował operą w Sztokholmie, następnie od 1982 do 1988 roku był dyrygentem orkiestry filharmonicznej w Nicei. Brał udział w festiwalach w Bayreuth, gdzie poprowadził przedstawienia tetralogii Pierścień Nibelunga (1964), Lohengrina i Tannhäusera (1967), Tristana i Izoldy (1968) oraz Śpiewaków norymberskich (1968–1969).
Odznaczony austriackim krzyżem komandorskim II klasy Odznaki Honorowej za Zasługi dla Republiki w 2010 i szwedzkim krzyżem komandorskim Orderu Gwiazdy Polarnej.